# Shadi Abu Hash'hash
Shadi Abu Hash'hash (Amán, Jordania, 20 de enero de 1981) es un exfutbolista y entrenador de fútbol de Jordania que jugaba en las posiciones de defensa y centrocampista.

## Carrera

### Club
| Periodo   | Club                 | Goles |
| --------- | -------------------- | ----- |
| 2002–2010 | Shabab Al-Ordon Club | 9     |
| 2010–2011 | Al-Taawoun FC        | 1     |
| 2011–2013 | Al-Fateh SC          | 0     |
| 2013–2015 | Al-Taawoun           | 1     |

### Selección nacional
Jugó para Jordania en 51 ocasiones de 2003 a 2015 y anotó dos goles; participó en la Copa Asiática 2011.

## Logros
- Jordanian Pro League (1): 2005–06
- Jordan FA Cup (2): 2005-06, 2006-07
- Copa FA Shield de Jordania (1): 2007
- Supercopa de Jordania (1): 2007
- AFC Cup (1): 2007
- Liga Profesional Saudí (1): 2012-13

## Estadísticas

### Goles con selección nacional
| # | Fecha     | Sede     | Rival        | Resultado | Torneo   |
| - | --------- | -------- | ------------ | --------- | -------- |
| 1 | 8-7-2011  | Estambul | Yemen        | 4-0       | Amistoso |
| 2 | 26-5-2012 | Amán     | Sierra Leona | 4-0       | Amistoso |